# Kirchbach-Zerlach
Kirchbach-Zerlach é um município da Áustria, situado no distrito de Südoststeiermark, no estado da Estíria. Tem 39,16 km² de área e sua população em 2019 foi estimada em 3.236 habitantes.